# Mitsubishi Corporation

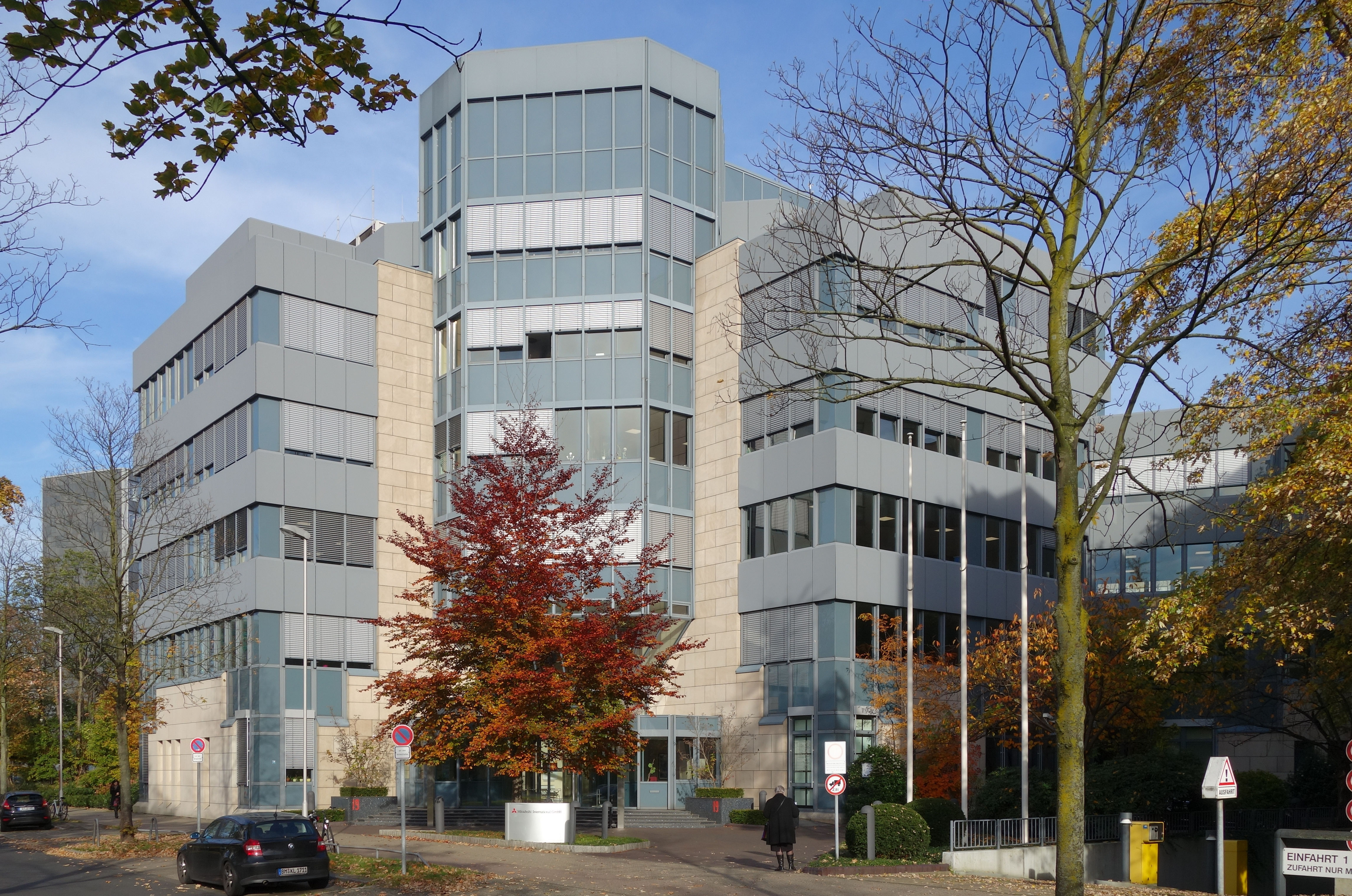
Mitsubishi-Zentrale in Düsseldorf

Mitsubishi Corporation (jap. 三菱商事株式会社, Mitsubishi shōji kabushiki kaisha) ist ein japanisches Unternehmen mit Sitz in Chiyoda, Tokio. Das Unternehmen ist im Nikkei-Index gelistet.
Mitsubishi war in seiner Unternehmensgeschichte eine Sōgō Shōsha, ein japanisches Handelshaus. Das Unternehmen gehörte dem global agierenden Mischkonzern (Zaibatsu) Mitsubishi an, der nach dem Zweiten Weltkrieg in einen Keiretsu umgewandelt wurde.
Mitsubishi beschäftigt rund 72.000 Mitarbeiter weltweit. Das Unternehmen handelt mit den verschiedensten Produkten in Bereichen wie Finanzen, Bankwesen, Energie, Maschinen, Chemie und Nahrungsmittel. Ende 2022 hielt die Mitsubishi Corporation etwa 20 Prozent Aktien an der Toyo Tire Corporation, nach Umsatz weltweit der zehntgrößte Reifenhersteller.